# Medicina hospitalaria
La medicina hospitalaria (Hospital medicine en inglés) es una especialidad médica que existe en algunos países como una rama de la medicina familiar o de la medicina interna, que se ocupa de la atención a pacientes hospitalizados con enfermedades agudas. Los médicos cuya función primaria es cuidar a los pacientes hospitalizados sólo cuando están en el hospital se les llama médico hospitalista.
Con origen en los Estados Unidos, este tipo de práctica médica se ha extendido hacia Australia y Canadá. La gran mayoría de los médicos que se autodenominan hospitalistas centran su práctica en los pacientes hospitalizados. No es necesario que los hospitalistas tengan una especialización en medicina hospitalaria.
El término hospitalista fue acuñado por primera vez por Robert Wachter y Lee Goldman en un artículo del New England Journal of Medicine en 1996. El ámbito de la medicina hospitalaria incluye la atención a pacientes con enfermedades agudas, la docencia, investigación y liderazgo ejecutivo relacionados con la prestación de asistencia hospitalaria. La medicina hospitalaria, al igual que la medicina de emergencia, es una especialidad organizada en torno al lugar de atención (el hospital), más que en torno a un órgano (como la cardiología), una enfermedad (como la oncología) o la edad del paciente (como la pediatría). La aparición de la medicina hospitalaria en Estados Unidos puede compararse y contrastarse con el desarrollo paralelo de la medicina aguda en el Reino Unido, lo que refleja las diferencias de los sistema de asistencia sanitaria.

## Prácticas laborales complejas
En Estados Unidos, una jornada laboral típica de un hospitalista dura aproximadamente 10 horas, llega alrededor de las 7 de la mañana y atiende a un "censo" de 14 a 18 pacientes. Los hospitalistas suelen tener un esquema de «"7 días de trabajo y 7 de descanso"», empezando cada periodo de 7 días un martes y terminando un lunes. Si bien esto es lo habitual, lo que se considera una jornada laboral normal, el censo y los turnos pueden variar de un hospital a otro.
Un hospitalista es como un «quarterback» de fútbol americano, un nodo central que coordina la atención a los pacientes hospitalizados durante toda su estancia. Comparado con otras especialidades médicas, los hospitalistas deben trabajar más de cerca con una gama mucho más amplia de otros  profesionales de la salud, como médicos especialistas, enfermeros de piso, enfermeros jefes de servicios y farmacéuticos. En un día normal en un hospital, es probable que un hospitalista tenga entre 10 y 30 colegas distintos con los que colabora en la atención al paciente.
Cuando se combina con las complejidades de la medicina hospitalaria, la compleja colaboración interprofesional tiende a permitir fallos de comunicación, descuidos, errores y retrasos innecesarios. Los intentos para reducir esta complejidad y estandarizar la colaboración interprofesional han dado lugar a modelos asistenciales como las rondas médicas interdisciplinares, que hacen hincapié en la comunicación cara a cara, lo que contrasta con la comunicación que se produce únicamente a través del historial clínico electrónico, el chat privado, las páginas web y las llamadas.

## Por país

### Australia
En Australia, los hospitalistas son médicos de profesión que trabajan en hospitales; son médicos generales cuya principal función es prestar asistencia clínica a los pacientes en los hospitales; normalmente han superado la fase de internado o residencia de su carrera, pero han optado conscientemente por no seguir una formación profesional especializada para obtener un título de especialista. Aunque no son especialistas, estos médicos clínicos tienen experiencia en sus años de práctica médica y, dependiendo de su ámbito de práctica, suelen trabajar con un grado razonable de independencia y autonomía bajo los auspicios de sus colegas especialistas y supervisores. Los hospitalistas constituyen una fuerza de trabajo demográficamente pequeña pero importante de médicos en hospitales por toda Australia donde de otro modo no se dispone de cobertura especializada presencial.
Los hospitalistas suelen trabajar en diversos hospitales públicos y privados por contrato o por honorarios. Dependiendo de su lugar de trabajo y de sus funciones, las responsabilidades y la remuneración de los hospitalistas no especialistas suelen ser comparables a un nivel intermedio entre los registradores y los consultores. A pesar de la tendencia actual a la especialización de los médicos, los médicos hospitalarios no especialistas desempeñan un papel importante a la hora de cubrir las carencias del personal médico, sobre todo cuando no se dispone de cobertura o accesibilidad de especialistas y cuando existe un área de necesidad o se requiere asistencia médica fuera del horario laboral o en el hospital. Estos médicos clínicos son contratados en toda Australia en una variedad de entornos que incluyen salas médicas y unidades quirúrgicas, unidades de cuidados intensivos y departamentos de emergencias. No obstante, estos médicos clínicos trabajan estrecha y continuamente consultando con los especialistas de guardia pertinentes, es decir, la responsabilidad final y cuidado del paciente sigue recayendo en el especialista que lo atiende.
Los hospitalistas son representados por Australian Medical Association (AMA), la Australasian Society of Career Medical Officers (ASCMO) y la Australian Salaried Medical Officers Federation (AMSOF). A pesar de que no sean médicos clínicos especialistas, deben cumplir con los requisitos de desarrollo profesional continuo y asistir con frecuencia a cursos que estas organizaciones y hospitales brindan para mantener actualizada su habilidad y práctica junto con sus colegas especialistas registrados.

### Canadá
En Canadá no existen actualmente programas oficiales de residencia especializados en medicina hospitalaria. Sin embargo, algunas universidades como la Universidad McGill en Montreal han creado programas de conocimientos especializados en medicina familiar enfocados en medicina hospitalaria. Este programa, que está disponible para médicos practicantes y residentes de la medicina familiar, tiene una duración de seis o doce meses. El objetivo principal del programa es preparar a médicos con formación en medicina familiar para asumir roles de asistencia compartida en el entorno hospitalario con otros especialistas como cardiólogos, neurólogos y nefrólogos. Así mismo, el programa prepara a médicos familiares proporcionándoles una serie de conocimientos necesarios para atender a sus pacientes hospitalizados con más complicaciones. 

### Estados Unidos

#### Formación
Los hospitalistas son médicos con título de doctor en medicina (M.D. Medicine Doctor), doctor en medicina osteopática o médico/cirujano.[cita requerida]

La mayoría de residentes hospitalistas en hospitales de Estados Unidos no tienen una especialización en medicina hospitalaria. Para resolver esto, los programas de residencia están empezando a desarrollar cursos para hospitalistas con una formación educativa más personalizada. Distintas universidades también han puesto en marcha programas de especialización orientados específicamente en medicina hospitalaria.
De acuerdo con la encuesta State of Hospital Medicine Survey realizado por el Medical Group Management Association and the Society of Hospital Medicine, el 89.60% de hospitalistas se especializan en medicina interna general, el 5.5% en una subespecialidad pediátrica, el 3.7% en medicina familiar y el 1.2% en medicina interna pediátrica. Los datos de la encuesta también reportaron que el 53.5% de los hospitalistas son contratados por hospitales o redes integradas de servicios de salud y el 25.3% son contratados por grupos de hospitalistas independientes.

#### Historia
La medicina hospitalaria es un fenómeno relativamente nuevo en la medicina americana y por consiguiente es la especialidad de mayor crecimiento en la historia de la medicina. Este tipo de práctica, casi desconocida hace una generación, surgió a raíz de tres poderosos cambios en la práctica médica:
- Casi todos los estados, así como las organizaciones nacionales de acreditación de residencias, el Accreditation Council for Graduate Medical Education (ACGME) [1][cita requerida]  y el American Osteopathic Association (AOA), establecieron límites en las horas de guardia del personal interno, es decir, el número de horas que pueden trabajar los internos y residentes. Muchos hospitalistas están comenzando a realizar las mismas labores que antes llevaban a cabo los residentes, aunque se les suele denominar «House Officer» en lugar de hospitalistas.[cita requerida]
- La principal diferencia entre un hospitalista y un «house officer» es que el hospitalista es el médico a cargo de un paciente mientras que dicho paciente está hospitalizado. El «house officer» admite al paciente y lo atiende hasta que el médico a cargo pueda antenderlo.

- La mayoría de los médicos de atención primaria están experimentando una reducción de su papel en la atención hospitalaria. Muchos descubrieron que pueden generar más ingresos en sus consultorios en un periodo de una hora o más, que los que generarían haciendo rondas, incluyendo los desplazamientos de ida y vuelta al hospital.[cita requerida]

Además de los deberes de cuidado del paciente, los hospitalistas suelen participar en el desarrollo y la gestión de aspectos del funcionamiento del hospital, como el flujo de pacientes ingresados y la mejora de la calidad. La formación de cursos de capacitación para hospitalistas en los programas de residencia, en parte ha, sido impulsado por la necesidad de educar a los futuros hospitalistas en los aspectos empresariales y operacionales de la medicina, ya que estos temas no se cubren en las residencias tradicionales.[cita requerida]

#### Certificaciones
Al tratarse de una especialidad relativamente nueva, recientemente se ha ofrecido la certificación por experiencia y formación especializada para medicina hospitalaria. El American Board of Hospital Medicine(ABHM), un consejo que forma parte del American Board of Physician Specialties (ABPS), se fundó en 2009. El ABHM fue el primer consejo de Norte América dedicado exclusivamente a la medicina hospitalaria. En septiembre de 2009, el American Board of Internal Medicine (ABIM) creó un programa que ofrece a los internistas generales que ejercen en entornos hospitalarios la oportunidad de mantener la Certificación en Medicina Interna con una Práctica Enfocada en Medicina Hospitalaria (Focused Practice in Hospital Medicine).

#### Empleo
El número de vacantes disponibles para hospitalistas creció de manera exponencial de 2006 a 2010, pero desde entonces se ha nivelado. Sin embargo, el mercado de trabajo se mantuvo muy activo con algunos hospitales que mantienen vacantes permanentes para hospitalistas capaces. Los  muy competitivos, con un promedio de casi 230.000 dólares anuales para los hospitalistas más experimentados. Los hospitalistas que están dispuestos a trabajar solo en los turnos de noche suelen recibir una remuneración superior a la de sus colegas del turno diurno.

#### Los grupos de hospitalistas como empleadores
Los hospitalistas suelen trabajar para un grupo de hospitalistas contratado directamente por el hospital o a través de una compañía de servicios médicos, que gana un subsidio multimillonario del hospital para gestionar el grupo. Este acuerdo contrasta con otras especialidades médicas que suelen recuperar sus costes directamente a través de la facturación de sus servicios médicos.
En 2023, existen alrededor de siete grandes compañías nacionales de servicios médicos que compiten para proveer el grupo hospitalario a los sistemas de salud, junto con muchas compañías más pequeñas. La mayoría de estas compañías, tradicionalmente, se enfocan en el departamento de emergencias, donde la facturación es lucrativa y los márgenes son mayores, y aceptan la asociación de la gestión de los grupos de hospitalistas como un complemento necesario, pero menos rentable.
Desde la perspectiva del director de finanzas de un hospital, los hospitalistas requieren grandes subsidios que otros médicos pueden no necesitar. El impulso por minimizar estos subsidios incentiva a la reducción de turnos y al aumento del promedio del censo de pacientes de un hospitalista que a su vez puede disminuir la satisfacción laboral del hospitalista y aumentar los riesgos de la seguridad del paciente. El que se actúe o no sobre estos incentivos depende de la situación financiera del hospital, de la relación entre el grupo de hospitalistas y el hospital, y de las condiciones de trabajo aceptables para los hospitalistas empleados.

## Iniciativas de calidad
Las investigaciones muestran que los hospitalistas reducen la duración de la estadía, los costos del tratamiento y mejoran la eficiencia general de la atención a los pacientes hospitalizados. Los hospitalistas son líderes en varias iniciativas de mejora de calidad, en áreas clave como la transición de cuidado, el tratamiento conjunto de los pacientes, la reducción de las enfermedades adquiridas en el hospital y la optimización de la atención a los pacientes.